# Новакова, Петра
Петра Новакова (чеш. Petra Novaková, род. 17 августа 1993 года) — чешская лыжница, участница Олимпийских игр в Сочи. Универсал, одинаково успешно выступает как в спринтерских, так и в дистанционных гонках.
В Кубке мира Новакова дебютировала 17 февраля 2013 года, в том же году первый раз попала в тридцатку лучших на этапе Кубка мира, в командном спринте. Всего на сегодняшний момент имеет 3 попадания в тридцатку лучших на этапах Кубка мира, все в командных гонках, в личных гонках один раз попала в тридцатку лучших на этапе Тур де Ски. Лучшим достижением Новаковой в общем итоговом зачёте Кубка мира является 100-е место в сезоне 2013-14 (по состоянию на 9.03.2014).
На Олимпийских играх 2014 года в Сочи, стартовала в четырёх гонках: спринт — 24-е место, скиатлон — 36-е место, эстафета — 10-е место и масс-старт на 30 км — 37-е место.
За свою карьеру участвовала в одном чемпионате мира, на чемпионате мира 2013 года её лучшим достижением в личных гонках стало 56-е место в гонке на 10 км свободным стилем.
Использует лыжи и ботинки производства фирмы Rossignol. Окончила Высшую школу химической технологии в Праге.